# Schabankara
Die Schabankara (auch Schawankara; DMG Šabānkāra) waren im Mittelalter ein kurdischer Stamm aus dem Südiran, wo er als regionaler Machtfaktor eine wichtige Rolle spielte. Zugleich ist Schabankara die Bezeichnung des Siedlungsgebietes dieses Stammes. 

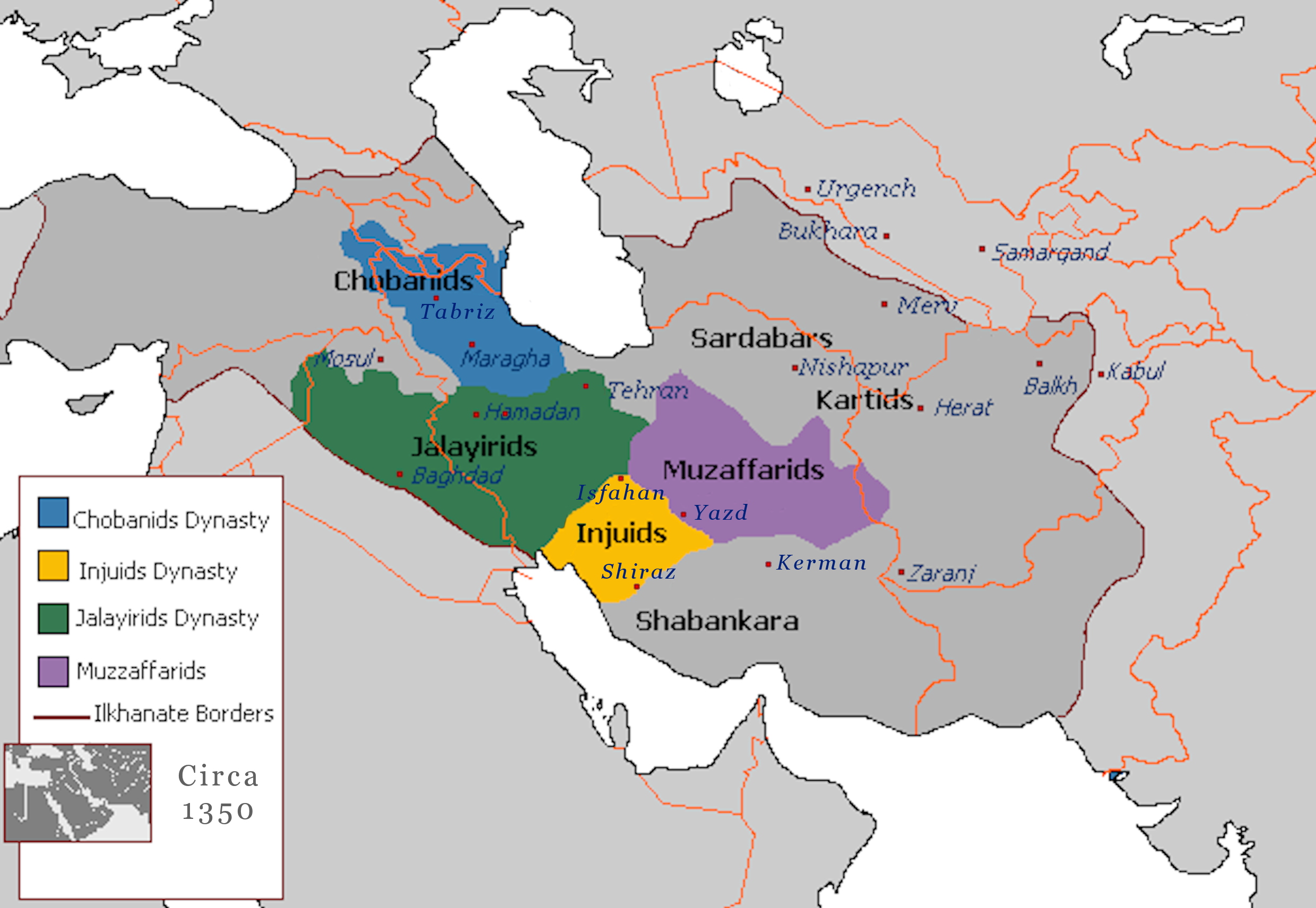
Das Gebiet der Schabankara im 14. Jh.: Die Reiche der Tschupaniden, Muzaffariden, Dschalairiden und Indschuiden

## Landschaft Schabankara
Das Gebiet grenzte im Süden an den Persischen Golf, im Norden und Osten an Fars und Kerman und besaß ein warmes bis gemäßigtes Klima. Heute liegt dieses Gebiet in der iranischen Provinz Fars, wo es noch zwei Dörfer mit dem Namen Schabankara gibt. Laut dem iranischen Historiker Hamdallah Mustaufi war die Hauptstadt Schabankaras Ig/Idj. Das Land war in sechs Distrikte eingeteilt und verfügte über fruchtbare Böden, auf denen Getreide, Baumwolle, Datteln und weiteres Obst angebaut wurden. Zur Zeit der seldschukischen Herrschaft zahlte das Land 2 Millionen Dinare an Steuern, während es 1340 nur noch 266.100 Dinare waren. Nach dem russischen Iranisten Minorski stellten die Kurden im Mittelalter eine wichtige und große Bevölkerungsgruppe im Südiran (der antiken Persis).

## Der Stamm Schabankara
Der Stamm der Schabankara, der sich auf iranische Könige wie Ardaschir I. oder Manutschehr, einem mythischen König aus dem Schāhnāme, zurückführte, war in fünf Unterstämme unterteilt. Diese hießen Ismaili, Ramani, Karzuwi, Masudi und Schakani. Die Schabankara betrieben Viehzucht, was auch an ihrem Namen deutlich wird: Das Wort Schaban (kurdisch: Şivan, persisch: Cubdar, türkisch: Çoban) bedeutet „Hirte“.
Die Geschichte des Stammes wird erst mit dem Untergang der Buyiden Mitte des 11. Jahrhunderts greifbar. Frühere Ereignisse aus sassanidischer Zeit – wie die Rettung Yazdegerds III. vor den muslimischen Arabern – dürften eher Legenden sein. Unter den Sassaniden hatten die Schabankara den Rang eines Ispahbadhs inne. Teile der Schabankara wanderten aus der Umgebung Isfahans auf Druck der Ghaznawiden Richtung Süden und kamen in die Einflusssphäre der Buyiden, unter denen einige Stammesführer wichtige Ämter einnahmen. Der Unterstamm der Ramani geriet schließlich mit den Buyiden in Konflikt, übernahm unter seinem Anführer Fadluya bis 1055 die Herrschaft über ganz Fars und stürzte 1062 den letzten buyidischen Herrscher. Kurz darauf gerieten die Schabankara dann mit den Seldschuken in Konflikt, deren Oberhoheit sie nach einer Niederlage gegen Qawurd, den ersten Herrscher der Kirman-Seldschuken, anerkennen mussten. Fadluya, der bestätigte Herrscher von Fars, verweigerte aber mehrmals die vereinbarten Tributzahlungen und lehnte sich gegen die Seldschuken auf. Zwar wurde er daraufhin stets besiegt, doch folgte auch immer eine Begnadigung. Als Fadluya sich 1071/1072 zum letzten Mal auflehnte, wurde er in der Festung Istachr gefangen gehalten und 1078 hingerichtet. Auch danach, z. B. im Jahr 1098, kam es immer wieder zu Konflikten zwischen den Schabankara und den seldschukischen Gouverneuren, auf die 1148 die salghuridischen Atabegs von Fars folgten.
Als der Iran im 12. und 13. Jahrhundert von den Mongolen erobert wurde, wurden auch die Schabankara entmachtet. Ihre Hauptstadt Ig wurde 1260 durch Khan Hülegü zerstört, ihr Land ging in den Besitz der Ilchane über. 1312 erhoben sich die Schabankara gegen den Ilchan Öldscheitü, doch wurde die Revolte von Scharaf ad-Din Muzaffar niedergeschlagen. Dessen Sohn gründete 1314 die Dynastie der Muzaffariden, die nach den Ilchanen über Südiran herrschte. 1354/55 erhob sich der Führer der Schabankara, Malik Ardaschir, gegen die Muzaffariden. Auch dieser Aufstand wurde gebrochen und die Schabankara endgültig entmachtet. Ab dem 14. Jahrhundert verlieren sich die Spuren der Schabankara.
Die Atabegs von Großluristan sahen sich als Nachfahren des Schabankara-Anführers Fadluya an.

## Herrscher der Schabankara
Einige Herrscher der Schabankara waren:
- Abu ’l-Abbas Fadluya ibn Hasanuya (1062-1069)
- Nizam ad-Din Mahmud (1068-1080)
- Mubaraz ad-Din Hazapasp (ca. 1080-ca. 1110)
- Hasanuya I. (ca. 1110-ca. 1160)
- Mubaraz I. (ca. 1160-c. 1190)